# Простеномфалія карпатська
Простеномфалія карпатська (Prostenomphalia carpathica) — вид черевоногих молюсків.

## Морфологічні ознаки
Черепашка сплюснута, брудно-рогова, з 5-5,5 обертами та остракальною скульптурою з зерноподібних гранул (х 5-10 разів), зібраних у ряди, які нагадують ребра. Висота черепашки — 7-8 мм, її ширина — 11-12 мм.

## Поширення
Українські Карпати.

## Особливості біології
Вид мешкає по берегах гірських річок та струмків серед смерекових пралісів та заростей лелича.

## Загрози та охорона
Загрози: лісогосподарча діяльність та надмірне випасання худоби вздовж гірських струмків.